# Salmonelloza
Salmonelloza, salmoneloza (łac. salmonellosis) – jest to grupa chorób zakaźnych spowodowanych przez Gram-ujemne pałeczki Salmonella inne niż serotypy Salmonella typhi i Salmonella paratyphi odpowiedzialne z kolei za dur brzuszny. Salmonellozę wywołują głównie serotypy Salmonella enterica – Salmonella enteritidis i Salmonella typhimurium. Głównym źródłem infekcji jest żywność skażona odchodami zakażonych zwierząt, przede wszystkim są to jaja i mięso drobiowe.
Zakażenia mogą przebiegać pod różnymi postaciami klinicznymi o różnym stopniu ciężkości, zwykle mają charakter samoograniczający i najczęściej przebiegają jako nieżyt żołądkowo-jelitowy. Rozpoznanie salmonellozy jest oparte na wyizolowaniu bakterii z kału lub innego materiału biologicznego. Posiewy kału, ze względu na okresowość wydalania tych bakterii, muszą być co najmniej trzykrotnie powtórzone. Postać żołądkowo-jelitowa nie wymaga podaży antybiotyków, które sprzyjają występowaniu bezobjawowego nosicielstwa. W postaciach narządowych i uogólnionych stosuje się fluorochinolony lub cefalosporyny III generacji. Czasem konieczne jest postępowanie chirurgiczne. Nazwa pochodzi od nazwiska odkrywcy, amerykańskiego mikrobiologa Daniela Salmona.

## Epidemiologia
Salmonellozy są przyczyną około 90 milionów zachorowań i 155 000 zgonów rocznie. Szacuje się, że w Europie do zakażeń dochodzi u 690 osób na 100 000 rocznie.
Bakteria posiada szeroki rezerwuar zwierzęcy. Serotypy Salmonella enteritidis i Salmonella typhimurium izoluje się z odchodów kaczek, gęsi, gołębi, indyków oraz u kur. Bakterię można wyizolować u ssaków (konie, owce, cielęta i świnie), gryzoni domowych i zwierząt futerkowych (nutria i lis). Do infekcji dochodzi przez spożycie produktów spożywczych lub wody zanieczyszczanych kałem zakażonych zwierząt, głównie jaj i mięsa drobiowego. U 6% osób, głównie niemowląt, małych dzieci, osób starszych i z upośledzoną odpornością stwierdza się obecność bakterii we krwi. Źródłem zakażenia może być człowiek będący nosicielem pałeczek. Dużą rolę w ich przenoszeniu pełnią owady, które biernie przenoszą bakterie.

## Obraz kliniczny

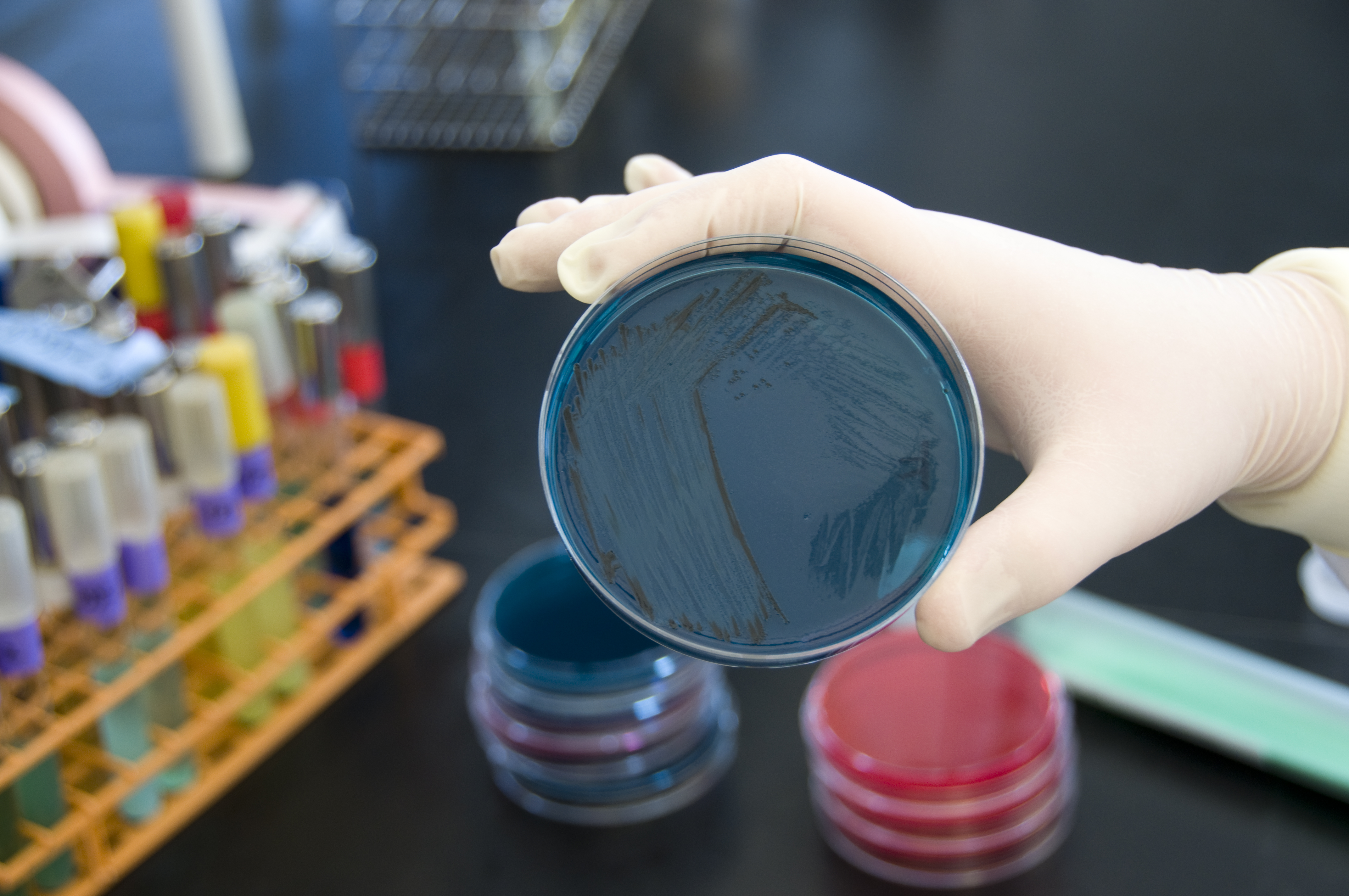
Dodatni posiew w kierunku Salmonella wyizolowanych z owoców morza

Klinicznie zakażenie zwykle przebiega jako ostra biegunka i ma samoograniczający się charakter. U części chorych może dojść do penetracji bariery jelitowej i szerzenia się zakażenia drogą krwi co może przebiegać jako sepsa, zapalenie płuc, zapalenie opon mózgowo-rdzeniowych, zapalenie kości, zapalenie wsierdza, ropnie. U pewnego odsetka chorych następstwem zakażenia jest bezobjawowe nosicielstwo.

### Postać żołądkowo-jelitowa
Okres wylęgania choroby wynosi 8–36 godzin, zwykle wynosi 8–12 godzin. Początek zakażenia może być gwałtowny, z kolkowym bólem brzucha, wymiotami, wodnistą biegunką, niekiedy z domieszką śluzu lub krwi. Może występować stan podgorączkowy lub gorączka, często występuje ból głowy. W badaniu palpacyjnym brzucha stwierdza się bolesność palpacyjną brzucha najbardziej zaznaczoną w prawym lub lewym dole biodrowym, mogą występować objawy otrzewnowe. Wątroba i śledziona rzadko mogą być powiększone. Przy ciężkim przebiegu choroby występują objawy odwodnienia i zaburzenia elektrolitowe, głównie hipokaliemia. Objawy choroby występują 1–2 dni. Obraz kliniczny może sugerować zapalenie wyrostka robaczkowego, ostre rozdęcie okrężnicy, ostre zapalenie trzustki lub niedrożność jelit.

### Postać septyczna
Postać uogólniona charakteryzuje się ciężkim przebiegiem, ciężkim stanem ogólnym, gorączką o torze septycznym, odwodnieniem, hipotonią, tachykardią i zaburzeniami świadomości. Sepsa bez biegunki z obecnością bakterii we krwi najczęściej jest spowodowana przez Salmonella dublin i Salmonella choleraesuis. Z kolei u chorych zakażonych HIV najczęściej rozpoznaje się Salmonella typhimurium. Może przebiegać jako zespół durowy (postać durowa, duropodobna, gorączka durowa), który cechuje się bardzo wysoką gorączką, silnym bólem brzucha i bólem głowy, jednak rzadko występuje typowa dla duru brzusznego wysypka czy względna bradykardia oraz leukopenia.

### Postać narządowa
Postacie pozajelitowe (narządowe) są rezultatem sforsowania przez bakterie bariery jelitowej i przedostanie się ich do krwi, za pośrednictwem której dostają się do narządów.
- układ pokarmowy:
  - zapalenie dróg żółciowych,
  - zapalenie wyrostka robaczkowego,
  - zapalenie otrzewnej,
  - ostre zapalenie trzustki,
- układ oddechowy:
  - zapalenie płuc,
  - zapalenie oskrzeli,
  - zapalenie opłucnej,
  - zapalenie zatok przynosowych,
  - zapalenie krtani,
  - zapalenie gardła,
- układ krążenia:
  - zapalenie wsierdzia, zapalenie mięśnia sercowego,
  - zakrzepowe zapalenie żył,
  - zapalenie naczyń limfatycznych,
- układ nerwowy:
  - zapalenie opon mózgowo-rdzeniowych,
  - zapalenie mózgu,
- układ moczowy:
  - zakażenie układu moczowego,
- układ kostno-stawowy:
  - zapalenie szpiku,
  - zapalenie kości i szpiku,
- ropnie.

### Bezobjawowe nosicielstwo
Bezobjawowe nosicielstwo jest definiowane jako obecność bakterii Salmonella w posiewie stolca po 12 miesiącach od zakażenia. Nosicielstwo bakterii wywołujących salmonellozę dotyczy 0,1–1% zakażonych. Bezobjawowe nosicielstwo jest istotnym problemem zdrowia publicznego, ponieważ bezobjawowi nosiciele przez wiele miesięcy mogą być źródłem skażenia wody lub żywności. Nosicielstwo może być czasowe trwające do kilku miesięcy lub trwałe.

## Diagnostyka

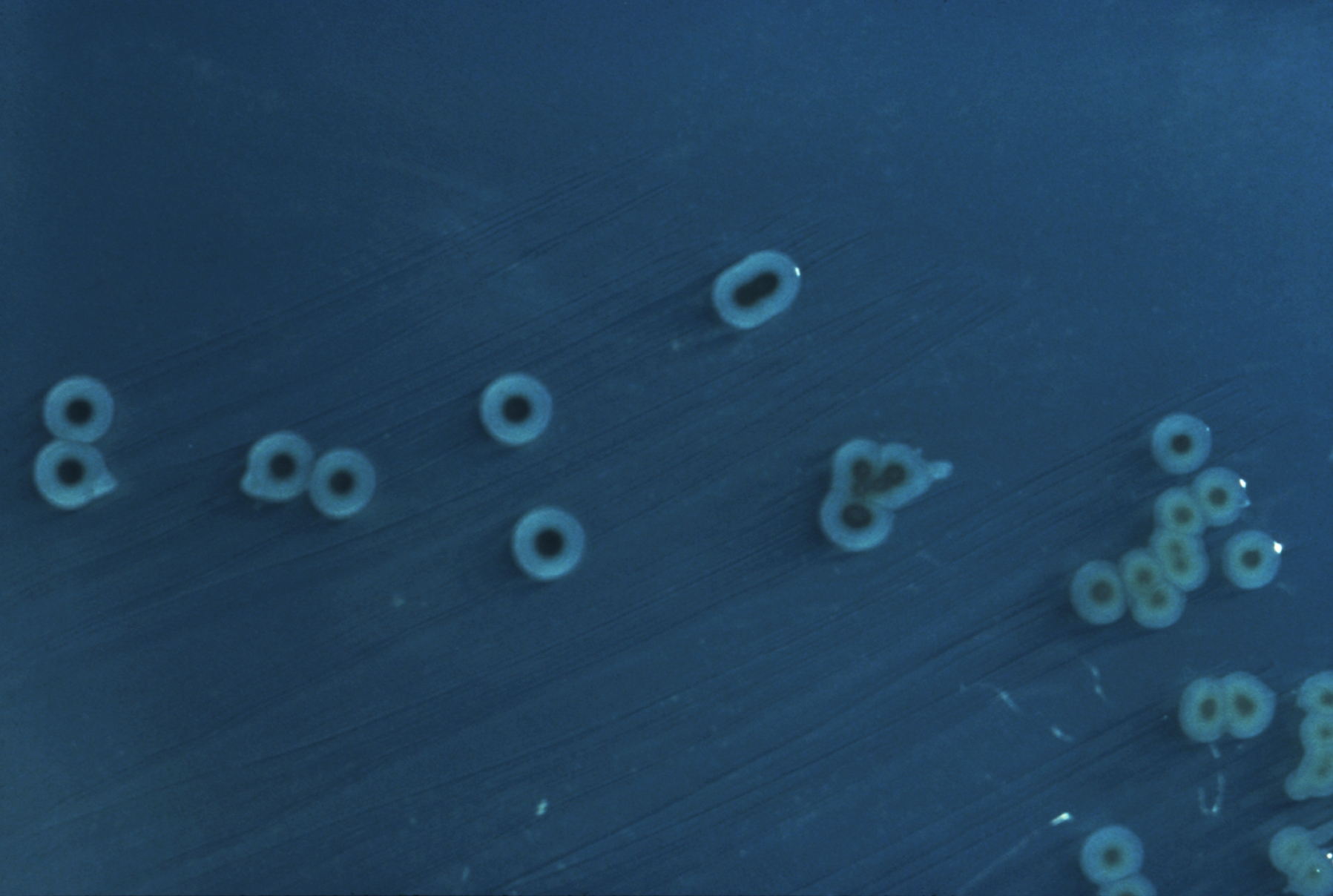
Salmonella enterica serotyp typhimurium na podłożu agarowym

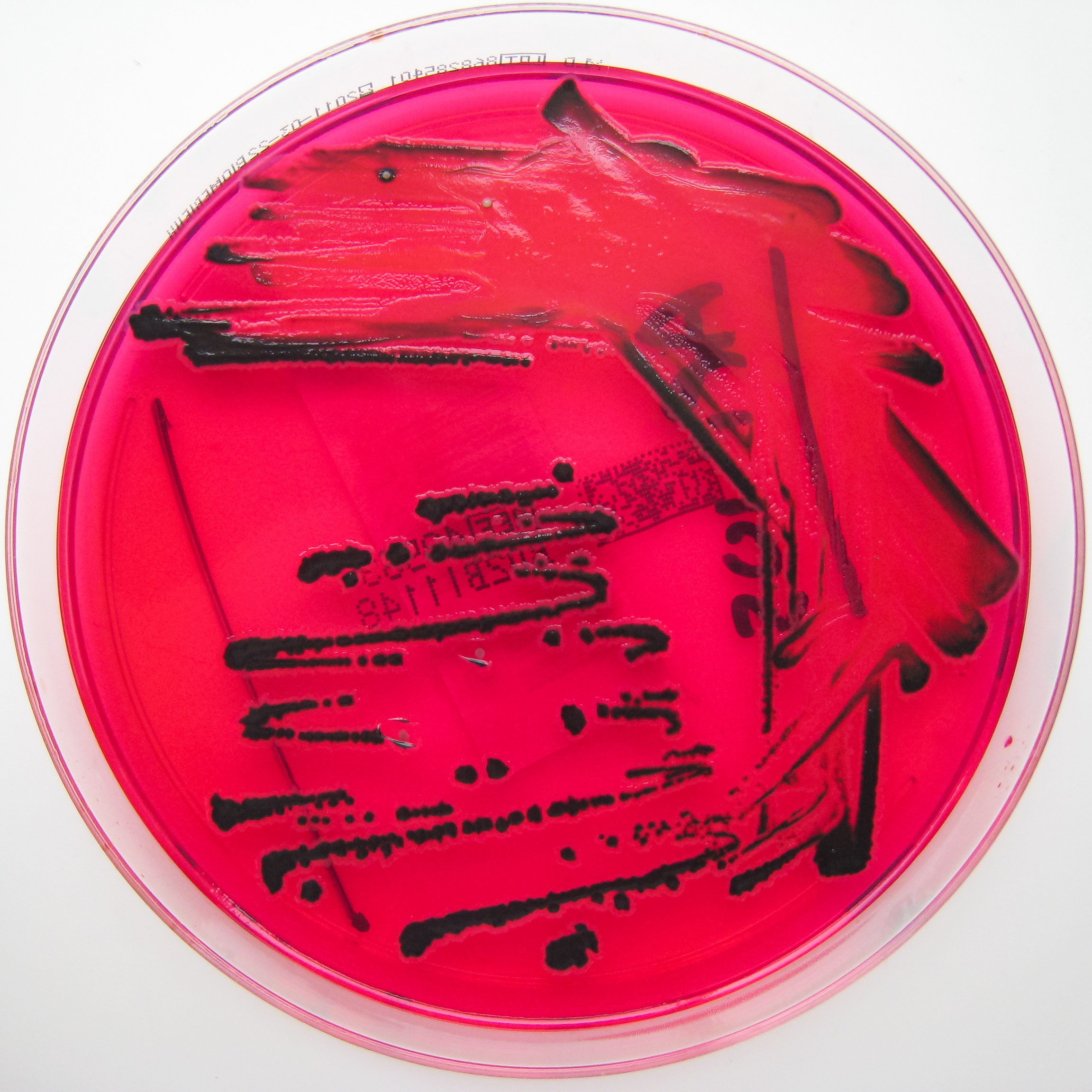
Salmonella na podłożu XLD

Salmonelloza cechuje się niecharakterystycznym przebiegiem i nie może być rozpoznana na podstawie samego obrazu klinicznego. Rozpoznanie salmonellozy jest oparte na wyizolowaniu bakterii z kału lub posiewie z krwi albo innych płynów ustrojowych. Posiew kału musi być 3–5-krotnie powtórzony ze względu na okresowość wydalania tych bakterii. W posiewie bakterii stosuje się specjalne podłoża różnicujące: agar ss (Salmonella-Shigella agar), HEA (Hektoen Enteric Agar) i XLD (Xylose Lysine Desoxycholate). W agarze SS wysokie stężenie soli żółciowych i cytrynianu sodu blokuje wzrost bakterii Gram-dodatnich i wielu bakterii Gram-ujemnych, wszystkie bakterie rozkładające laktozę tworzą czerwone kolonie, tiosiarczan sodu jest rozkładany przez bakterie powodując wydzielanie siarkowodóru i reagując z cytrynianem żelaza wytwarzając czarny osad. W agarze SS kolonie Salmonella są bezbarwne z ciemnym centrum i wydzielają gaz (siarkowodór), z kolei Shigella tworzy bezbarwne kolonie bez czarnego osadu. W HEA kolonie Salmonella przyjmują niebieskozielone zabarwienie z ciemny centrum związanym z rozkładem tiosiarczanu, a kolonie Shigella przyjmują bardziej zielony kolor, który jest bardziej zblakły na brzegach kolonii. W agarze XLD kolonie Salmonella są czerwone z ciemnym centrum. Badania serologiczne nie mają dużego znaczenia diagnostycznego. W badaniach laboratoryjnych może być obecna nieznaczna leukocytoza sięgająca 10 000–15 000 mm3. W badaniu mikroskopowym kału obecne są leukocyty, a okazjonalnie krwinki czerwone.

## Leczenie
W postaci żołądkowo-jelitowej nie stosuje się antybiotykoterapii, która sprzyja nosicielstwu tych bakterii. Leczenie antybiotykami postaci żołądkowo-jelitowej może być rozważone u noworodków, osób starszych, w immunosupresji lub z protezami zastawkowymi. Jeśli antybiotykoterapia jest konieczna, to stosuje się nifuroksazyd w dawce 200 mg co 6 godzin przez 5–7 dni lub fluorochinolony. Alternatywnymi lekami są azytromycyna, cefalosporyny III generacji, ampicylina, kotrimoksazol lub chloramfenikol. W postaciach uogólnionych zaleca się dożylną podaż fluorochinolonów lub cefalosporyny III generacji. Czasem konieczne jest postępowanie chirurgiczne.

## Zapobieganie
Profilaktyka opiera się na higienie osobistej i przestrzeganiu zaleceń sanitarnych przy produkcji żywności. Istotne jest przestrzeganie zasad higieny rąk i unikanie krzyżowego skażania żywności przez potencjalnie zanieczyszczone produkty spożywcze. Należy unikać spożywania produktów poddanych niedostatecznej obróbce termicznej. Warzywa i owoce powinny być dokładnie myte przed spożyciem. Konieczne jest mycie rąk po kontakcie ze zwierzętami.

## Klasyfikacja ICD10
| kod ICD10     | nazwa choroby                                         |
| ------------- | ----------------------------------------------------- |
| ICD-10: A02   | Inne zakażenia wywołane pałeczkami Salmonella         |
| ICD-10: A02.0 | Zatrucia pokarmowe wywołane przez pałeczki Salmonella |
| ICD-10: A02.1 | Posocznica wywołana pałeczkami Salmonella             |
| ICD-10: A02.2 | Umiejscowione zakażenia pałeczkami Salmonella         |
| ICD-10: A02.8 | Inne określone zakażenia pałeczkami Salmonella        |
| ICD-10: A02.9 | Zakażenia pałeczkami Salmonella, nieokreślone         |